# Asia Pacific Poker Tour
L'Asia Pacific Poker Tour (APPT) est une série de tournois de poker.
L'APPT est sponsorisé par PokerStars.
Le 24 août 2016, PokerStars annonce qu'à compter de début 2017, toutes ses séries de tournois seront fusionnées dans le PokerStars Championship et le PokerStars Festival,.
Le 15 décembre 2017, lors de la dernière étape de la saison inaugurale du PokerStars Championship, à Prague, PokerStars annonce le retour de l'European Poker Tour, de l'Asia Pacific Poker Tour et du Latin American Poker Tour, mettant fin au PokerStars Championship,.

## Vainqueurs du Main Event

### Saison 1
| Étape   | Vainqueur    |
| ------- | ------------ |
| Manille | Brett Parise |
| Séoul   | Zvi Bachar   |
| Macao   | Dinh Doat Le |
| Sydney  | Grant Levy   |

### Saison 2
| Étape    | Vainqueur        |
| -------- | ---------------- |
| Macao    | Eddy Sabat       |
| Séoul    | Yoshihiro Tasaka |
| Auckland | Daniel Craker    |
| Manille  | Van Marcus       |
| Sydney   | Martin Rowe      |

### Saison 3
| Étape    | Vainqueur    |
| -------- | ------------ |
| Macao    | Dermot Blain |
| Auckland | Simon Watt   |
| Cebu     | Dong-bin Han |
| Sydney   | Aaron Benton |

### Saison 4
| Étape    | Vainqueur            |
| -------- | -------------------- |
| Manille  | Binh Nguyen          |
| Macao    | Victorino Torres     |
| Auckland | Danny Leaoasavaii    |
| Cebu     | Vivian Im            |
| Sydney   | Jonathan Karamalikis |

### Saison 5
| Étape               | Vainqueur        |
| ------------------- | ---------------- |
| Melbourne           | Leo Boxell       |
| Queenstown Snowfest | Marcel Schreiner |
| Macao               | Randy Lew        |
| Séoul               | Andrew Kim       |
| Cebu                | Hoang Do         |

### Saison 6
| Étape               | Vainqueur    |
| ------------------- | ------------ |
| Queenstown Snowfest | David Allan  |
| Melbourne           | Samad Razavi |
| Macao               | Xing Zhou    |

### Saison 7
| Étape                      | Vainqueur        |
| -------------------------- | ---------------- |
| Séoul                      | Aaron Lim        |
| Cebu                       | Jae Kyung Sim    |
| Macao                      | Alexandre Chieng |
| Queenstown Snowfest        | Jonathan Bredin  |
| Melbourne                  | Billy Argyros    |
| Asia Championship of Poker | Sunny Jung       |

### Saison 8
| Étape                                      | Vainqueur               |
| ------------------------------------------ | ----------------------- |
| Macau Poker Cup Red Dragon                 | Buyanjargal Bold        |
| Aussie Millions                            | Amichai Barer           |
| Asia Championship of Poker Platinum Series | Yongjun Ma              |
| Perth                                      | Patrick Mahoney         |
| Macau Millions                             | Chen Hao                |
| Sydney                                     | Joshua Redhouse         |
| Séoul                                      | Chane Kampanatsanyakorn |
| Macao                                      | Jiajun Liu              |
| Manille                                    | Thanh Duong             |
| Macau Poker Cup                            | Xie Zhenru              |
| Asia Championship of Poker                 | Gabriel Le Jossec       |
| Auckland                                   | Minh Hau Nguyen         |

### Saison 9
| Étape                      | Vainqueur          |
| -------------------------- | ------------------ |
| Aussie Millions            | Manny Stavropoulos |
| Macau Poker Cup            | Yuguang Li         |
| Séoul                      | Jason Mo           |
| Macao                      | Yat Cheng          |
| Manille                    | Aaron Lim          |
| Asia Championship of Poker | Zhou Zhou          |

### Saison 10
| Étape                      | Vainqueur            |
| -------------------------- | -------------------- |
| Macau Millions             | Yifan Zheng          |
| Aussie Millions            | Alan Engel           |
| Macau Poker Cup 24         | Ying Lin Chua        |
| Manila Megastack 5         | Tzu Lo               |
| Macao                      | Jian Sun             |
| Séoul                      | Albert Park          |
| Manille                    | Linh Tran            |
| Macau Poker Cup 25         | Tom Alner            |
| Melbourne                  | Ashish Gupta         |
| Asia Championship of Poker | Vladimir Geshkenbein |

### Saison 2018
| Étape              | Vainqueur         |
| ------------------ | ----------------- |
| Macau Poker Cup 28 | Alvan Zheng       |
| Macao              | Lin Wu            |
| Corée              | Christopher Soyza |
| Manille            | Wilson Lim        |

### Saison 2019
| Étape   | Vainqueur            |
| ------- | -------------------- |
| Corée   | Sparrow Cheung       |
| Jeju    | Huidong Gu           |
| Manille | Florencio Campomanes |

### Saison 2020
| Étape       | Vainqueur   |
| ----------- | ----------- |
| Open Taipei | Zong Chi He |
| Manille     |             |

## Participants en table finale et vainqueurs par pays
| Pays             | Participants en TF | Vainqueurs |
| ---------------- | ------------------ | ---------- |
| Allemagne        | 10                 | 1          |
| Angleterre       | 22                 | 4          |
| Australie        | 123                | 14         |
| Canada           | 25                 | 3          |
| Chine            | 104                | 12         |
| Corée du Sud     | 22                 | 4          |
| Costa Rica       | 1                  | 0          |
| Croatie          | 1                  | 0          |
| Danemark         | 3                  | 0          |
| Écosse           | 1                  | 0          |
| Espagne          | 2                  | 0          |
| États-Unis       | 51                 | 9          |
| Finlande         | 3                  | 0          |
| France           | 9                  | 0          |
| Hong Kong        | 18                 | 2          |
| Hongrie          | 2                  | 0          |
| Inde             | 7                  | 0          |
| Irlande          | 2                  | 1          |
| Israël           | 2                  | 1          |
| Japon            | 32                 | 1          |
| Kazakhstan       | 1                  | 0          |
| Macao            | 5                  | 1          |
| Malaisie         | 9                  | 2          |
| Mongolie         | 1                  | 1          |
| Norvège          | 5                  | 0          |
| Nouvelle-Zélande | 33                 | 3          |
| Pays-Bas         | 4                  | 0          |
| Panama           | 1                  | 0          |
| Philippines      | 18                 | 1          |
| Pologne          | 2                  | 0          |
| Russie           | 6                  | 1          |
| Singapour        | 17                 | 1          |
| Slovénie         | 1                  | 0          |
| Suède            | 9                  | 0          |
| Suisse           | 1                  | 0          |
| Taïwan           | 23                 | 2          |
| Thaïlande        | 6                  | 1          |
| Viêt Nam         | 5                  | 3          |